# プジョー・206 WRC
206 WRCは、フランスの自動車メーカーであるプジョーが開発したワールドラリーカー。

## 概要
1990年代後半は前輪駆動+自然吸気エンジンの「306 Maxi キットカー」で2リッターカップやフランス国内選手権のラリー活動を行ってきたプジョーだが、1999年から206をベースとした本格的な4WD+ターボエンジンのWRカーである『206 WRC』を投入することとなった。

## 技術
製作にあたって開発陣はF2キットカーからの306をベース車両に継続することを希望していたが、経営陣がモデル末期の306ではプロモーション上意味がないと却下したため、経営戦略上強引に206が選ばれた。当時F1に注力しており、ラリー部門はカスタマーサポートのみの小規模部署で半ば閑職のようになっており、306キットカーもほぼ外注であった当時のプジョーが、WRCに復帰する上での最大の条件であった。
コンパクトなボディに4WDターボを収めるのは当時の技術や規則上難しく、挙動もナーバスになりやすかったが、プジョーの開発陣はミシェル・ナンダンの指揮の下に完遂。Bセグメントハッチバックボディの慣性マスの集中化をしやすい点や、基本重量が軽い点がむしろメリットとなり、後に「プジョーが独走できたのはFIAが206を許可したせいだ」という声も聞かれるほどであった。なおベース車両はWRカーの最低全長（4,000 mm）よりも短かったが、大型バンパーを装着したエボリューションモデルであるGTを4,000台量産してFIAに認めさせた。この時ホイールベースの1%を超える延長もFIAに許可を求めたが、これは却下されている。その結果ホイールベースは全車中ヒュンダイ・アクセントに次ぐ短さで、前後オーバーハングはフォーカスと同じ短さであった。
ギアボックスは01年のキプロスで試験的に導入以降は豊富なエンジントルクを活かし、ライバルが6速のところを5速にして軽量化。しかし車体がコンパクトすぎるせいでギヤボックスが収まりきらず、フォード・フォーカスWRCと同様に横置きエンジン縦置きミッションを採用し、これが結果的にハンドリングの良さに繋がっている。また当時空力面で先行していた事の有利さが速さにつながったと、当時ライバルメーカー側の設計者クリスチャン・ロリオーは当時を回想している。
エンジンはスーパーツーリング規定のツーリングカーレースで活躍していた406と同じXU9J4。これの排気量を拡大しギャレット製ターボを装着して、306キットカー同様ピポ・モチュールがチューニング。しかし、XU9エンジンのホモロゲーションは02年で切れたことから、FIAはプジョーに対しエンジン本体の新規のホモロゲーションの禁止を通達した。デフは前後中アクティブ化されたものを装着し、ギアボックスは00年の途中まではXTrac製6速シーケンシャルミッションだったが、00年のフィンランドから6速セミAT化され、01年のキプロスでグロンホルムとロバンペッラ車以降は軽量化と信頼性向上を狙って5速に留めたセミAT。アクティブ化された足回りは前後マクファーソン・ストラット式サスペンションで、全ワークスチーム中唯一ダンパーは自社製となっている。タイヤは当時評判の高かった、同郷のミシュランタイヤを履く。

## 戦歴
初年度となる1999年はスポット参戦。マイナートラブルに見舞われるも、デビュー戦ツール・ド・コルスでフランソワ・デルクールが4位（WRカー勢では2位）、ジル・パニッツィがイタリアで2位を獲得し、台頭を予感させた。
F1からリソースを取り戻してフル参戦を開始した2000年からは快進撃が始まり、3年連続マニュファクチャラーズタイトルを獲得し、グループB時代を彷彿とさせるような黄金時代を築いた。ドライバーズタイトルもマーカス・グロンホルムが2000年、2002年の2回獲得した。2002年は群雄割拠の中で14戦8勝（勝率6割）、しかもその全てが1-2フィニッシュという強さだった。
しかし2003年に信頼性の高いシトロエン・クサラが投入されると、序盤こそグロンホルムが3勝を挙げるも、後半から新型パーツによるメカニカルトラブルが頻発し、タイトル防衛は叶わなかった。2004年以降は307 WRCに後を譲り、206 WRCは役割を終えた。